# Iniquis afflictisque
Iniquis afflictisque (en español, A las inicuas y tristes [circunstancias]) es la novena encíclica del Papa Pío XI promulgada el 18 de noviembre de 1926, para denunciar la persecución de la Iglesia Católica en México intensificada tomando como base el art 130 de la Constitución Política de México de 1917, por Plutarco Elías Calles quien, el 14 de junio de 1926, promulgó la llamada Ley de tolerancia de cultos, conocida habitualmente como Ley Calles.

## Situación política en México
La encíclica contiene en su primera parte un breve resumen de la persecución de la Iglesia católica desde 1914. Como contexto de su contenido, interesa recordar algunos datos de la historia de México en ese periodo.
Tras el largo periodo en que Porfirio Díaz presidió la república -el llamado porfiriato-, el 20 de noviembre de 1910 estalló la revolución, auspiciada por Francisco Madero. Tras la renuncia de Porfirio Díaz en 1911 se realizaron elecciones siendo elegido Madero. El levantamiento contra el nuevo Presidente de Zapata y Orozco, fue seguido de un movimiento contrarrevolucionario, con un nuevo levantamiento militar y nuevos movimientos revolucionarios encabezados ahora por Carranza y Pancho Villa. En ese ambiente de lucha entre facciones, el triunfó de Carranza condujo a la redacción de una nueva Constitución Política, la de 1917. En ella y a través de su art. 130, se establece la separación de la Iglesia y del Estado con una clara subordinación de aquella a este.
En un clima algo más estable, las discrepancias entre los revolucionarios se mantuvo durante los mandatos presidenciales de Carranza (1917-1920), Obregón (1920-1924) y Plutarco Calles (desde 1924 a 1928). De algún modo el asesinato de Zapata (1919) y de Pancho Villa (1923), permitió reconducir la revolución, de lo que es muestra la fundación por Calles en 1929, del Partido Nacional Revolucionario (antecedente del Partido Revolucionario Institucional).
Fue precisamente durante el mandato de Calles, cuando el conflicto religioso alcanzó su máxima expresión con la Guerra Cristera (1926.1929), aunque su fin no supuso la solución del conflicto.

## Contenido de la encíclica

### Situación que sufre la iglesia
Tras referirse a los destinatarios de la encíclica, el texto expresa su contenido

De asperrima rei catholicae condiciones in Foederatis Mexici civitatibus
Sobre la durísima situación que sufren los católicos de México
En el encabezamiento de la encíclica Iniquis afflictisque, tras indicar sus destinatarios.

Ante esa situación el Papa señala que la única solución vendrá de la oración; anima a todos a mantener esa oración, siendo conscientes de que el hecho de que hasta ahora ella no haya estado acompañada de un cambio en la actitud del gobierno mexicano, no quiere decir que no haya tenido sus frutos en los fieles que, ayudados por la gracia divina, han resistido paciente y heroicamente esas presiones.

### Antecedentes y estado actual de la persecución religiosa
El papa recuerda en la encíclica la persecución que había sufrido la Iglesia ya en los años 1914 y 1915, en que se atacó al clero, los lugares y cosas dedicadas al culto, y se trató de modo ignominioso a los delegados apostólicos enviados a México. Pero esa situación, adquirió su justificación con la ley promulgada en 1917, como constitución política. En ella se establece que el culto solo puede ejercerse dentro de los templos y bajo vigilancia de los gobernadores, que los sacerdotes han de ser mexicanos, se prohíben las órdenes y congregaciones religiosas; se niega la potestad de la Iglesia sobre el matrimonio, que solo es válido cuando lo es por el derecho civil. Así mismo se prohíbe que la Iglesia dirija escuelas primarias, o enseñe en los colegios privados.
Los que sancionaron esa ley niegan que la Iglesia es sociedad perfecta, fundada por Cristo y con libertad para ejercer su función. Ante esa situación los obispos reclamaron con tranquilidad y firmeza ante esos atropellos, y el propio Papa en carta del 25 de enero de 1926, confirmó esa actitud de los obispos. Ellos esperaban que las autoridades comprenderían el daño que esa ley causaba al pueblo y que, buscando la paz, no harían uso de las determinaciones que contenía aquella ley.
Sin embargo, el presidente promulgó en junio de ese año (1926) una ley que, con el pretexto de interpretar la de 1917,

La hacen peor y mucho más intolerable; pero las prescripciones de ambas de tal manera las urgen el Presidente de la República y sus Ministros, que ninguno de los gobernadores de los estados federados y ninguno de los magistrados y de los jefes militares se dan reposo en la persecución de los católicos.
Iniquis afflictionis (AAS, vol. XVIII, p. 469)

Esta persecución se ha acompañado de injurias y falsedades que si, en un primer momento, se pudieron contrarrestar con la verdad y la defensa en público de la libertad de la Iglesia, pronto se impidió clamar por esa libertad, En casi todos los Estados y en muchas ciudades se ha determinado y limitado el número de los sacerdotes que pueden desempeñar su función; en algunas partes se ha exigido que los sacerdotes tengan una determinada edad, que hayan contraído matrimonio civil, que dentro del territorio de un Estado solo haya un obispo, y cuando esa circunstancia no se daba en un Estado, unos obispos han debido desterrarse de su diócesis. Se ha exigido a los mexicanos que se dedican a la enseñanza, o que ejercen oficios públicos, que declarasen si están con el presidente de la República y alaban la guerra hecha a la religión católica. 

Y no paró aquí la arbitrariedad y crueldad de los enemigos. Hombres y mujeres que defendían la causa de la religión y de la Iglesia ya sea de viva voz, ya con escritos o pequeños comentarios, han sido llamados a juicio y encarcelados; asimismo han sido encarcelados íntegros capítulos de canónigos con ancianos o enfermos; los sacerdotes y otros del pueblo han sido muertos sin misericordia alguna en los caminos, en las plazas, frente a los templos.
Iniquis afflictionis (AAS vol, XVIII, p. 471)

### Actitud de la Iglesia en México ante esa situación
Expone, a continuación, el Papa cómo han reaccionado los obispos, sacerdotes y fieles en México en defensa de la Iglesia. Los obispos unánimemente dirigieron una carta a todos los fieles en la que demostraban que

el clero siempre se había conducido pacíficamente, y que asimismo había tratado con los gobernantes de la República con prudencia y con paciencia y había tolerado leyes injustas con ánimos tranquilos, después de haber resumido la doctrina de la Iglesia acerca de su constitución divina, avisaron a los fieles que debían perseverar de tal manera en la religión cristiana, que debían obedecer más a Dios que a los hombres (Act. 5, 29), siempre que se imponían leyes que por su estructura estaban en oposición a la constitución y la vida de la Iglesia.
Iniquis afflictionis (AAS vol, XVIII, p. 471)

Tras la promulgación de la Ley Calles, en una nueva carta a los fieles, el episcopado mexicano explicaba que admitir esa ley era lo mismo que negar la Iglesia y entregarla al Estado; en esta situación preferían abstenerse del público ejercicio de sus funciones, y que por tanto se suspendía el culto, desde el mismo día que aquella ley entraba en vigor. Así mismo, cuando los gobernadores entregasen los templos a los laicos elegidos por el presidente dl Municipio, los files debían de asntenerse de entrar en ellos.
Al mismo tiempo los obispos reunidos en México enviaron al Presidente, en nombre de todo el episcopado, una carta en favor de un obispo que había sido hecho prisionero y separado de su sede; también laicos prestigiosos trataron, sin éxito, de interceder ante el presidente para que escuchase a algunos obispos. El episcopado, con el refrendo de muchos fieles, presentaron al Congreso Nacional un escrito suplicatorio , que fue rechazado por unanimidad, con una sola excepción.
Las coacciones sobre los sacerdotes y fieles, para que aceptasen las determinaciones de la Ley Calles, no consiguieron apartar a los sacerdotes de la jerarquía y de la Santa Sede 

De todos los sacerdotes, que pasan de cuatro mil, solamente uno u otro ha faltado a su obligación; no hay nada que no podamos esperar del clero mexicano
Iniquis afflictisque (AAS vol XVII, p. 473

Esta situación que soportan con paciencia y heroísmo ha llevado a los sacerdotes a  

Celebrar misa en privado; mirar por las necesidades espirituales de los fieles en la medida de sus fuerzas y fomentar y mantener el fuego de la piedad en todos fue la constante preocupación de ellos; y además con su ejemplo, con sus consejos y exhortaciones procuraban levantar la mente de los fieles hacia lo alto, y confirmar los ánimos para perseverar pacientemente.
Iniquis afflectionisque (AAS vol. XVII, p. 473)

También los fieles han opuesto resistencia a esos abusos; y a través de algunas asociaciones. Así los Caballeros de Colón, la Asociación de Padres de Familia, la Liga Nacional para la Defensa de la Libertad Religiosa y la Acción Católica han alentado y orientado a sus miembros. Esta actitud ha llevado a algunos a la cárcel, y a otros a la muerte. 

### Confianza en el final de esta situación
La Iglesia -afirma el Papa- superará esta situación, pues "contra la Inmaculada Esposa de Cristo no prevalecerán las puertas del infierno": Por lo demás, si los que orquestan esta persecución  considerasen las cosas de la patria sin prejuicios, deberían reconocer cuanto ha aportado la Iglesia en todo lo que hay de bueno en México.

Pues nadie ignora que desde el primer momento en que se organizó allí el cristianismo los sacerdotes, y principalmente los religiosos que actualmente son detenidos y tratados con tanta ingratitud y acerbidad, aunque impedidos por grandes dificultades, las cuales las creaban por una parte los colonos con su excesivo deseo del oro, y por otra parte los indígenas todavía fieros, sin embargo con gran trabajo consiguieron que no solamente el esplendor del culto divino y los beneficios de la fe católica, sino también las obras y las instituciones de caridad y finalmente los colegios y las escuelas para enseñar las letras a los indígenas y para cultivar las disciplinas sagradas y profanas y las artes liberales y los oficios, abundaran en aquella extensa región
Iniquis Afflictionidque (AAS XVII, p. 477)

Concluye la encíclica, implorando a la Virgen de Guadalupe que perdone las injurias, también cometidas contra Ella, restituya a su pueblo los dones de paz y concordia; y hasta ese momento consuele y llene de ánimos a todos para luchar por la libertad religiosa. Entre tanto el Papa imparte a los Obispos de México, al clero y todo el pueblo la Bendición Apostólica.